# Demon Pact
Demon Pact war eine englische New-Wave-of-British-Heavy-Metal-Band aus Hayes, die 1979 unter dem Namen Fenris Wolf gegründet wurde und sich 1982 auflöste.

## Geschichte
Die Band wurde im Jahr 1979 unter dem Namen Fenris Wolf gegründet. Um den Gitarristen Richard Dickerson, der die treibende Kraft der Gruppe war, wurde die Besetzung durch seinen Bruder Alan als Bassisten, Donal Meckiffe als Sänger und Phil Wickenden als Schlagzeuger vervollständigt. Alle Mitglieder waren aktive oder ehemalige Schüler der Hayes Secondary School. Ihren ersten Auftritt hielt die Band im Juli 1979 in einer Kirche im Rahmen einer Abschlussfeier ab. Zu diesem Zeitpunkt hatte Richard Dickerson die Schule bereits seit zwei Jahren verlassen. Danach nannte sich die Band in Demon Pact um und Iain Finlay kam als neuer Schlagzeuger zur Band. Durch einen engen Freund von Richard Dickerson, Paul Pelletier, war es der Band möglich, im Sommer 1981 eine Single bei Slime Records zu veröffentlichen, mit dem Lied Eaten Alive auf der A- und Raiders auf der B-Seite. Anfang 1981 erschien zudem der Sampler Kent Rocks bei White Witch Records, wofür die Gruppe das Lied Escape beitrug. Die Single wurde von Tommy Vance in seiner Friday Rock Show und von John Peel gespielt. Neben den beiden Liedern der Single und dem Samplerbeitrag wurden vier anderen Songs aufgenommen, die jedoch nicht veröffentlicht wurden, da es vorher zur Auflösung der Band kam. Unter anderem war die Veröffentlichung einer Single geplant, die das Lied Demon Pact und Escape enthalten sollte. Vor der Auflösung war es aufgrund von Unstimmigkeiten zum Ausscheiden von Alan Dickerson gekommen, der im Sommer 1981 durch Roy Bridle ersetzt worden war. Zudem hatte Meckiffe gegen Ende des Jahres die Band verlassen, um sich seinem Studium zu widmen, und war durch Mark Maxwell ersetzt worden. 1982 löste Richard Dickerson die Band auf. Er trat danach der Band Opera als Bassist bei. Iain Finlay spielte später bei Running Wild, Justice und Kruis.
Jahre später erschien ein unautorisiertes Schallplatten-Album mit gestohlenen Studioaufnahmen bei Hades Paradise Records / High Roller Records. Nach einer Einigung im Dezember 2009 mit dem Rechteinhaber Paul Pelletier erschien dieses bisher unveröffentlichte Studiomaterial zusammen mit Live-Aufnahmen im Frühling 2010 bei High Roller Records.
Im Jahr 2016 verkaufte Paul Pelletier sämtliche Urheberrechte an Thorsten Thormann.

## Stil
Laut Malc Macmillan in The N.W.O.B.H.M. Encyclopedia wird in Eaten Alive Kannibalismus glorifiziert. Der Text sei sehr anstößig für das Jahr 1981, würde auch heute noch von vielen als anstößig empfunden und sei mit den Texten von Cannibal Corpse vergleichbar. Der Gesang sei unmelodisch. Die beiden Lieder der Single seien sehr kurz und simpel und könne nicht an den Samplerbeitrag herankommen. Stattdessen klinge die Gruppe hierauf wie eine schlechtere Version von Venom und Warfare. Der Samplerbeitrag Escape habe ein Intro mit einer akustischen Gitarre, ehe es zu einem typischen NWoBHM-Lied werde, das wie Sparta oder wie eine technisch anspruchsvollere Version von Shock Treatment klinge.

## Diskografie
- 1980: Demo (Demo, Eigenveröffentlichung)
- 1980: Demo 2 (Demo, Eigenveröffentlichung)
- 1981: Eaten Alive (Single, Slime Records)
- 2010: Released from Hell (Kompilation, High Roller Records)
- 2020: EUPI VOL 1 (Kompilation, LACASA Records)
- 2021: EUPI VOL 2 (Kompilation, LACASA Records)
- 2022: EUPI VOL 3 (Kompilation, LACASA Records)
- 2023: EUPI VOL 4 (Kompilation, LACASA Records)